# Smlouva ABM
Smlouva ABM neboli Smlouva o omezení systémů protiraketové obrany (Anti-Ballistic Missile Treaty, někdy označovaná také jen zkratkou ABMT) byla dohoda mezi Spojenými státy a Sovětským svazem o omezeních systémů antibalistických raket použitých proti raketovým nukleárním zbraním. 26. května 1972 ji podepsali prezident Spojených států Richard Nixon a generální tajemník Komunistické strany Sovětského svazu Leonid Brežněv v rámci rozhovorů o odzbrojení (SALT I). Smlouva byla podepsána na neomezenou dobu a v platnosti byla po 30 let (1972–2002). Po teroristických útocích z 11. září od smlouvy Spojené státy v řádné šestiměsíční výpovědní lhůtě jednostranně odstoupily (13. června 2002).